# رین کیکرپیل
رین کیکرپیل (استونیایی: Rein Kikerpill؛ زادهٔ ۱ ژانویهٔ ۱۹۶۲) سیاستمدار و نماینده سابق مجلس اهل استونی است.